# テゴマスのあい
『テゴマスのあい』は、テゴマスのミニアルバム。2010年4月21日にジャニーズ・エンタテイメントから発売。

## 概要
- 自身初のミニアルバム。

- CDは、初回盤、通常盤の2形態でのリリース。

- 初回盤のDVDには、本作のリードトラックである「もしも、この世界から○○がなくなったら」のMusic Clipと、4thシングル「七夕祭り」発売イベントミニLIVEの映像を収録。

- 通常盤には、新曲「Chu Chu Chu!」をボーナス・トラックとして収録。

- 2020年6月19日に手越祐也がジャニーズ事務所との契約を解除し、グループが事実上の解散となったため、最初で最後のミニアルバムとなった。

## 封入特典

### 初回盤
- 16Pブックレット

### 通常盤
- 12Pブックレット

## 収録内容

### CD
1. 音色
作詞：nami、作曲：大智, 伊橋成哉, 渡辺拓也、編曲：CHOKKAKU
2. もしも、この世界から○○がなくなったら
作詞・作曲：MDP、編曲：近藤芳樹、ストリングスアレンジ：大坪直樹
  - 本作のリードトラック
3. ぼくらの空
作詞：ヒロイズム, kafka、作曲：ヒロイズム、編曲：中西亮輔、コーラスアレンジ：知野芳彦
4. パスタ
作詞：zopp、作曲：小松清人、編曲：石塚知生
5. チーター ゴリラ オランウータン
作詞・作曲：Hacchin' Maya、編曲：近藤芳樹
6. 夜は星をながめておくれ
作詞：Hacchin' Maya、作曲：ヒロイズム、編曲：h-wonder
7. Chu Chu Chu!
作詞：kafka、作曲：GARDEN,編曲：GARDEN, 中西亮輔、コーラスアレンジ：知野芳彦
※通常盤のみ収録。

### DVD

#### 初回盤
1. 「もしも、この世界から○○がなくなったら」 Music Clip
2. 「七夕祭り」発売イベントミニLIVE